# Wings at the Speed of Sound
Wings at the Speed of Sound är ett album från 1976 av den brittiska rockgruppen Wings.
Wings at the Speed of Sound spelades in medan bandet hade luckor i sin stora konsertturné. Alla bandmedlemmar får chansen att visa upp sig på skivan. Jimmy McCulloch får bidra med ytterligare en låt, både Joe English och Linda McCartney får sjunga var sin sång, och Denny Laine både bidrar med en egen låt och sjunger på en annan.
Två singlar släpptes från albumet: "Silly Love Songs" hade "Beware My Love" som B-sida, medan "Let 'Em In" parades ihop med "Cook of the House".

## Låtlista
Alla låtar skrivna av McCartney om inget annat anges
1. "Let 'Em In"
2. "The Note You Never Wrote" 
  - Denny Laine sjunger denna sång.
3. "She's My Baby"
4. "Beware My Love"
5. "Wino Junko" - (McCulloch/Allen)
  - Sjungs av Jimmy McCulloch.
6. "Silly Love Songs"
7. "Cook of the House" 
  - Linda McCartney sjunger på detta spår.
8. "Time to Hide" - (Laine)
  - Sjungs av kompositören.
9. "Must Do Something About It"
  - Sjungs av Joe English.
10. "San Ferry Anne" 
  - Titeln är en ordlek med franskans "Ça ne fait rien" (Det gör ingenting).
11. "Warm and Beautiful"

Senare versioner på CD har lagt till bonuslåtar. 